# 1928年
1928年（1928 ねん）は、西暦（グレゴリオ暦）による、日曜日から始まる閏年。昭和3年。

## 他の紀年法
- 干支：戊辰
- 日本（月日は一致）
  - 昭和3年
  - 皇紀2588年
- 中国（月日は一致）
  - 中華民国17年
- 朝鮮（月日は一致）
  - 檀紀4261年
  - 主体17年
- 阮朝（ベトナム）
  - 保大2年12月9日 - 保大3年11月20日
- モンゴル人民共和国（月日は一致）
  - モンゴル人民共和国18年
- 仏滅紀元：2470年 - 2471年
- イスラム暦：1346年7月8日 - 1347年7月18日
- ユダヤ暦：5688年4月8日 - 5689年4月18日
- 修正ユリウス日(MJD)：25246 - 25611
- リリウス日(LD)：126087 - 126452

※檀紀は、大韓民国で1948年に法的根拠を与えられたが、1962年からは公式な場では使用されていない。

※主体暦は、朝鮮民主主義人民共和国で1997年に制定された。

## カレンダー
| 1月 |    |    |    |    |    |    |
| 日  | 月 | 火 | 水 | 木 | 金 | 土 |
| 1   | 2  | 3  | 4  | 5  | 6  | 7  |
| 8   | 9  | 10 | 11 | 12 | 13 | 14 |
| 15  | 16 | 17 | 18 | 19 | 20 | 21 |
| 22  | 23 | 24 | 25 | 26 | 27 | 28 |
| 29  | 30 | 31 |    |    |    |    |
|     |    |    |    |    |    |    |

| 2月 |    |    |    |    |    |    |
| 日  | 月 | 火 | 水 | 木 | 金 | 土 |
|     |    |    | 1  | 2  | 3  | 4  |
| 5   | 6  | 7  | 8  | 9  | 10 | 11 |
| 12  | 13 | 14 | 15 | 16 | 17 | 18 |
| 19  | 20 | 21 | 22 | 23 | 24 | 25 |
| 26  | 27 | 28 | 29 |    |    |    |
|     |    |    |    |    |    |    |

| 3月 |    |    |    |    |    |    |
| 日  | 月 | 火 | 水 | 木 | 金 | 土 |
|     |    |    |    | 1  | 2  | 3  |
| 4   | 5  | 6  | 7  | 8  | 9  | 10 |
| 11  | 12 | 13 | 14 | 15 | 16 | 17 |
| 18  | 19 | 20 | 21 | 22 | 23 | 24 |
| 25  | 26 | 27 | 28 | 29 | 30 | 31 |
|     |    |    |    |    |    |    |

| 4月 |    |    |    |    |    |    |
| 日  | 月 | 火 | 水 | 木 | 金 | 土 |
| 1   | 2  | 3  | 4  | 5  | 6  | 7  |
| 8   | 9  | 10 | 11 | 12 | 13 | 14 |
| 15  | 16 | 17 | 18 | 19 | 20 | 21 |
| 22  | 23 | 24 | 25 | 26 | 27 | 28 |
| 29  | 30 |    |    |    |    |    |
|     |    |    |    |    |    |    |

| 5月 |    |    |    |    |    |    |
| 日  | 月 | 火 | 水 | 木 | 金 | 土 |
|     |    | 1  | 2  | 3  | 4  | 5  |
| 6   | 7  | 8  | 9  | 10 | 11 | 12 |
| 13  | 14 | 15 | 16 | 17 | 18 | 19 |
| 20  | 21 | 22 | 23 | 24 | 25 | 26 |
| 27  | 28 | 29 | 30 | 31 |    |    |
|     |    |    |    |    |    |    |

| 6月 |    |    |    |    |    |    |
| 日  | 月 | 火 | 水 | 木 | 金 | 土 |
|     |    |    |    |    | 1  | 2  |
| 3   | 4  | 5  | 6  | 7  | 8  | 9  |
| 10  | 11 | 12 | 13 | 14 | 15 | 16 |
| 17  | 18 | 19 | 20 | 21 | 22 | 23 |
| 24  | 25 | 26 | 27 | 28 | 29 | 30 |
|     |    |    |    |    |    |    |

| 7月 |    |    |    |    |    |    |
| 日  | 月 | 火 | 水 | 木 | 金 | 土 |
| 1   | 2  | 3  | 4  | 5  | 6  | 7  |
| 8   | 9  | 10 | 11 | 12 | 13 | 14 |
| 15  | 16 | 17 | 18 | 19 | 20 | 21 |
| 22  | 23 | 24 | 25 | 26 | 27 | 28 |
| 29  | 30 | 31 |    |    |    |    |
|     |    |    |    |    |    |    |

| 8月 |    |    |    |    |    |    |
| 日  | 月 | 火 | 水 | 木 | 金 | 土 |
|     |    |    | 1  | 2  | 3  | 4  |
| 5   | 6  | 7  | 8  | 9  | 10 | 11 |
| 12  | 13 | 14 | 15 | 16 | 17 | 18 |
| 19  | 20 | 21 | 22 | 23 | 24 | 25 |
| 26  | 27 | 28 | 29 | 30 | 31 |    |
|     |    |    |    |    |    |    |

| 9月 |    |    |    |    |    |    |
| 日  | 月 | 火 | 水 | 木 | 金 | 土 |
|     |    |    |    |    |    | 1  |
| 2   | 3  | 4  | 5  | 6  | 7  | 8  |
| 9   | 10 | 11 | 12 | 13 | 14 | 15 |
| 16  | 17 | 18 | 19 | 20 | 21 | 22 |
| 23  | 24 | 25 | 26 | 27 | 28 | 29 |
| 30  |    |    |    |    |    |    |
|     |    |    |    |    |    |    |

| 10月 |    |    |    |    |    |    |
| 日   | 月 | 火 | 水 | 木 | 金 | 土 |
|      | 1  | 2  | 3  | 4  | 5  | 6  |
| 7    | 8  | 9  | 10 | 11 | 12 | 13 |
| 14   | 15 | 16 | 17 | 18 | 19 | 20 |
| 21   | 22 | 23 | 24 | 25 | 26 | 27 |
| 28   | 29 | 30 | 31 |    |    |    |
|      |    |    |    |    |    |    |

| 11月 |    |    |    |    |    |    |
| 日   | 月 | 火 | 水 | 木 | 金 | 土 |
|      |    |    |    | 1  | 2  | 3  |
| 4    | 5  | 6  | 7  | 8  | 9  | 10 |
| 11   | 12 | 13 | 14 | 15 | 16 | 17 |
| 18   | 19 | 20 | 21 | 22 | 23 | 24 |
| 25   | 26 | 27 | 28 | 29 | 30 |    |
|      |    |    |    |    |    |    |

| 12月 |    |    |    |    |    |    |
| 日   | 月 | 火 | 水 | 木 | 金 | 土 |
|      |    |    |    |    |    | 1  |
| 2    | 3  | 4  | 5  | 6  | 7  | 8  |
| 9    | 10 | 11 | 12 | 13 | 14 | 15 |
| 16   | 17 | 18 | 19 | 20 | 21 | 22 |
| 23   | 24 | 25 | 26 | 27 | 28 | 29 |
| 30   | 31 |    |    |    |    |    |
|      |    |    |    |    |    |    |

## できごと

### 1月
- 1月1日 - エストニアが通貨マルクをクローンに変更。
- 1月6日と7日 - ロンドンのテムズ川が氾濫、14人が死亡。
- 1月7日 - 1843年から干上がり、草生していたロンドン塔の堀が津波によって完全に水に満たされる。
- 1月12日 - アメリカ人殺人犯ルース・スナイダーの処刑がニューヨーク州オシニングにて執行される。
- 1月12日 - 大相撲ラジオ実況放送開始
- 1月17日 - モスクワで、ソヴィエト連邦秘密警察が、レフ・トロツキーを逮捕、1月31日にカザフ共和国・アルマアタに流刑。
- 1月22日 - 岡部金治郎がマグネトロンの特許を取得
- 日付不詳 - フェルディナンド・ソシュール「言語学原論」邦訳。

### 2月
- 2月1日 - 赤旗創刊
- 2月11日 - 第2回冬季オリンピックがサンモリッツで開催（-2月19日）。
- 2月12日 - イングランドにて大規模なひょう害が発生し、11人が死亡。
- 2月20日 - 第16回衆議院議員総選挙（最初の普通選挙）
- 2月25日 - ワシントンD.C.のチャールズ・ジェンキンス研究所が連邦無線委員会（FRC）より認可を受け、世界で初めてのテレビ所有者となる。
- 日付不詳 -「久留米大学」の前身である「九州医学専門学校」が設置される。

### 3月
- 3月12日 - マルタがイギリス自治領となる。
- 3月12日 - カリフォルニア州のロサンゼルス北方に位置する当時建設中だったセント・フランシスダムで事故が発生し、600人が死亡。
- 3月15日 - 日本共産党に対する一斉検挙（三・一五事件）開始。規制により報道開始は翌月10日以降[1]。
- 3月16日 - 台北帝国大学官制公布。
- 3月16日 - キリンレモンの販売が開始。
- 3月21日 - チャールズ・リンドバーグに対し、大西洋単独飛行の功績を讃え名誉勲章授与。
- 3月23日 - 大阪商科大学、大学令により設立認可（日本初の市立大学）。
- 3月26日 - 中華民国杭州で世界初の国立アカデミーとなる中国美術学院が設立。
- 3月30日 ‐ 東洋大学が大学令により設立認可。
- 日付不詳 - コミンテルン、「日本問題に関する決議」いわゆる28年テーゼ（「マルクス主義」）。

### 4月
- 4月10日 - 治安警察法により労働農民党・日本労働組合評議会・全日本無産青年同盟に解散命令
- 4月10日 - イリノイ州シカゴで共和党の予備選挙が開催（パイナップル予選）。
- 4月12日 - イタリア・ミラノでベニート・ムッソリーニに対する爆弾テロ発生。周囲にいた17名が死亡。
- 4月12日から14日 - アイルランドのダブリンとカナダのグリーンリー島の間で世界初の大西洋横断飛行が行われる
- 4月14日 - ブルガリアのチルパンとプロブディフでそれぞれ大地震が発生し、2万1000棟以上の建物が倒壊、約130人が死亡。
- 4月18日 - 文部省が左傾教授処分方針を打ち出したことを受け、京大の河上肇[2]、東大の大森義太郎が辞職[3]。同月21日には、九大の佐々弘雄、石浜知行、向坂逸郎が辞職[4]。
- 4月20日 - 第55特別議会召集
- 4月22日 - ギリシャのコリントで大地震が発生し、20万棟の建物が倒壊。
- 4月28日 - ペンシルベニア州南部で約71cmの積雪を観測。
- 最終週 - オックスフォード英語辞典の初版が完成し、出版作業に移る。

### 5月
- 5月1日 - 青森県内の銀行合併により八戸銀行設立。
- 5月3日 - 済南事件。日本軍が山東省済南で国民政府軍と衝突
- 5月10日 - ニューヨークで、最初のテレビ定期放送が開始される。
- 5月10日 - 上智大学、大学令により設立認可。
- 5月14日 - 台中不敬事件おこる。
- 5月15日 - オーストラリアでフライングドクターが始まる。
- 5月15日 - ロサンゼルスのディズニースタジオで短編アニメーション映画「プレーン・クレイジー」がお披露目され、ミッキーマウスとミニーマウスが初めて登場する。
- 5月23日 - ブエノスアイレスのイタリア大使館に爆弾が投げ込まれ、22人が死亡、43人が負傷。
- 5月24日 - イタリア人ウンベルト・ノビレも乗船していた飛行船「イタリア」が北極点付近で墜落。
- 5月26日 - 第1回全日本学生陸上競技大会（明治神宮競技場）
- 5月30日 - 飛行船「イタリア」の救助隊が北極点から撤収。

### 6月
- 6月4日 - 張作霖爆殺事件（満洲某重大事件）
- 6月8日 - 北京が北平と改称される。
- 6月11日 - ウィーンで医者がストライキを起こす。
- 6月14日 - アルゼンチンのロザリオ大学の医療棟が学生らに乗っ取られる。
- 6月18日 - アメリア・エアハートが、女性初の大西洋横断飛行に成功
- 6月20日 - ユーゴスラビア議会でプニシャ・ラチッチが野党議員三人を射殺し、その他二人を負傷させる
- 6月24日 - スウェーデン機がウンベルト・ノビレなどイタリア北極探検隊の一部を救助。残りもソ連の砕氷船「クラーシン」によって7月12日に救助される。
- 6月28日 - アメリカ人連続殺人犯アルバート・フィッシュが当時10歳だったグレース・バッドを連れ去り、殺害する。
- 6月29日 - 緊急勅令で治安維持法改正公布施行（死刑・無期刑を追加）
- 6月29日 - テキサス州ヒューストンで民主党全国委員会が開催され、ニューヨーク州知事のアル・スミスがカトリック教徒として初めて大統領選挙に主要政党から立候補することとなった。
- 6月30日 -「関西医科大学」の前身である「大阪女子高等医学専門学校」が設立認可される。

### 7月
- 7月2日 - イギリスで、女性参政権を認める法律施行。
- 7月2日 - ワシントンのジェンキンス研究所のテレビ局「W3XK」が放送を開始。
- 7月3日 - 全府県警察部に特別高等警察設置
- 7月6日 - ネブラスカ州ポッターで世界史上最大の雹が落下。
- 7月12日 - メキシコ人パイロットのエミリオ・カランサがニューヨークへ親善飛行を行った帰りに、ニュージャージー州パインバレンズで墜落事故死を遂げる。乗っていたのはカランサ一人だったため他に死者は出なかった。
- 7月17日 - メキシコのアルバロ・オブレゴン大統領がホセ・デ・レオン・トーラルに暗殺される。
- 7月19日 - 中華民国国民政府が日華通商条約の廃棄を通告
- 7月25日 - アメリカ合衆国、中華民国から撤兵
- 7月27日 - クリケット選手のティッチ・フリーマンが史上初めて7月末までに1シーズン200勝を達成する。
- 7月27日 - ラドクリフ・ホールが「寂しさの泉」（The Well of Loneliness）を刊行。
- 7月28日 - 第9回夏季オリンピックがアムステルダムで開催（ - 8月12日）

### 8月
- 8月2日 - 伊エチオピア友好条約調印
- 8月16日 - 連続殺人犯のカール・パンズラムが、およそ20人を殺害した容疑でワシントンD.C.にて逮捕される。
- 8月22日 - アル・スミスが民主党の大統領候補指名を受け入れるようすがテレビとラジオで同時放映される。
- 8月25日 - アルバニア人のアフメト・ベイ・ゾグーが自身をゾグー1世と名乗る。
- 8月26日 - イギリスでメイ・ドノヒューがカフェで出てきたジンジャービールのなかにカタツムリの屍骸を発見する。これがきっかけとなり、製造業者が消費者に対し損害賠償責任を負うことを定めた規定が貴族院にて可決されることとなる。
- 8月27日 - パリ不戦条約調印（日本を含む15か国が署名）。日本では「人民の名に於て」の字句が政治問題化。
- 8月29日 - ホンジュラスのサッカークラブ、C・D・モタグアが設立。

### 9月
- 9月1日 - アフメド・ゾグー、アルバニア国王に即位
- 9月1日 - リチャード・バードが南極へ向けニューヨークを出発。
- 9月11日 - ニューヨーク州バッファローでWMAKというテレビ局がテレビ放送を開始。
- 9月15日 - ティッチ・フリーマンがイングランドの1シーズンのクリケット最多勝利記録を更新。
- 9月16日 - アメリカ合衆国・フロリダ州をオキーチョビー・ハリケーンが襲撃、少なくとも2500人以上が死亡
- 9月20日 - 御大礼記念京都博覧会の開会式が行われる[5]。
- 9月25日 - ポール・ガルヴィンと兄弟のジョゼフがガルヴィン製造株式会社（現 モトローラ）を設立。
- 9月28日 - アレクサンダー・フレミングがペニシリンを発明。

### 10月
- 10月1日 - 陪審法施行
- 10月2日 - ローマ・カトリックの聖人、ホセマリア・エスクリバーが、スペイン・マドリッドにてオプス・デイ設立。
- 10月7日 - ハイレ・セラシエ1世がアビシニア王に就任
- 10月8日 - 蔣介石が国民政府首席に就任
- 10月12日 - 京都平安神宮に日本最大の鳥居が完成
- 10月12日 - アメリカ合衆国・ボストンの子供病院で、世界初の鉄の肺が使用
- 10月14日 - 小樽新聞が北海道置戸で珍獣が捕獲されたと報道（エゾナキウサギの発見）
- 10月19日 - ウィリアム・エドワード・ヒックマンが1927年に当時12歳だったマリオン・パーカーを殺害した罪でカリフォルニア州のサン・クエンティン州立刑務所において死刑に処される。
- 10月20日 - 日本航空輸送設立
- 10月22日 - プエルトリコ大学リオ・ピエドラス校にてピ・シグマ・アルファクラブが設立。
- 10月26日 - 赤十字国際規約の採択により、赤十字社が正式に設立。
- 10月27日 - 早稲田大学演劇博物館開館

### 11月
- 11月1日 - ラジオ体操放送開始
- 11月4日 - マンハッタンのパーク・セントラル・ホテルで「ニューヨーク一悪名高いギャンブラー」アーノルド・ロススタインがポーカーゲーム中に射殺される。
- 11月6日 - 1928年アメリカ合衆国大統領選挙で、共和党のハーバート・フーバーが大差で当選
- 11月10日 - 昭和天皇の即位の礼挙行
- 11月14日 - 大嘗祭挙行
- 11月17日 - アメリカ合衆国・ボストンにボストン・ガーデン開業
- 11月18日 - ミッキーマウスが公式に初登場した[注釈 1]アニメーション映画『蒸気船ウィリー』公開
- 11月22日 - モーリス・ラヴェル作曲によるバレエ『ボレロ』がパリ・オペラ座で初演。
- 11月23日 - 同志社大学で火災。天皇が京都滞在中であったため、総長が引責辞任
- 日付不詳 - 佐伯俊平（服部之総）、論文「唯物弁証法と唯物史観」（「マルクス主義講座」）。三木清の三木哲学と、福本和夫の福本イズムを厳しく批判した。

### 12月
- 12月9日 - カトリック神田教会聖堂献堂
- 12月21日 - アメリカ合衆国議会、ボールダー・ダム（後にフーバー・ダムと改称）の建設を許可する決議を採択。
- 12月24日 - 第56議会召集

### 日付不詳
- アムステルダムオリンピック開催を契機に、コカ・コーラがヨーロッパに輸出される。
- トルコがトルコ語表記をアラビア文字からトルコ式アルファベットに転換。
- ヨシフ・スターリンが第一次五カ年計画を発表。
- グリフィスの実験が行われる。
- シリア・ウガリット遺跡が発掘される。
- 油屋熊八、日本で初めて女性バスガイドを自分の経営する観光バス会社に導入。
- 浦上商店（現：ハウス食品）が「ハウスカレー」を発売。

## 芸術・文化・ファッション
1928年の映画
- 裁かるるジャンヌ（監督：カール・テオドア・ドライヤー）

## 誕生

### 1月
- 1月1日 - 加藤和夫、俳優
- 1月1日 - 三浦洸一、歌手 （+ 2025年）
- 1月2日 - 池田大作、宗教家、創価学会第3代会長・名誉会長、SGI（創価学会インタナショナル）会長（+ 2023年）
- 1月2日 - 大木民夫、声優（+ 2017年[6]）
- 1月3日 - 長谷川弘、俳優
- 1月5日 - ウォルター・モンデール、政治家・外交官、第24代駐日アメリカ合衆国大使（+ 2021年）
- 1月6日 - 夏木章、俳優（+ 没年不明）
- 1月7日 - ジョージ・ゴーディエンコ、プロレスラー・画家（+ 2002年）
- 1月9日 - 汐路章、俳優（+ 1994年）
- 1月10日 - 奥野匡、俳優
- 1月10日 - 森毅、数学者・評論家（+ 2010年[7]）
- 1月11日 - 楠トシエ、歌手・女優・声優
- 1月12日 - 原田康子、小説家（+ 2009年）
- 1月14日 - 深江章喜、俳優（+ 2015年）
- 1月14日 - ハンス・コーンバーグ、生化学者 (+ 2019年)
- 1月15日 - 横山準、子役・俳優
- 1月17日 - ヴィダル・サスーン、ヘアドレッサー・実業家（+ 2012年）
- 1月22日 - 網野善彦、歴史学者（+ 2004年）
- 1月22日 - 嶋本昭三、芸術家・現代美術家（+ 2013年[8]）
- 1月24日 - デズモンド・モリス、動物学者
- 1月25日 - エドゥアルド・シェワルナゼ、第8・11代ソ連外相・第2代ジョージア大統領（+ 2014年）
- 1月27日 - 白井文吾、中日新聞社代表取締役会長・中日ドラゴンズオーナー（+ 2024年）
- 1月28日 - ジャン＝ミシェル・ダマーズ、作曲家（+ 2013年）
- 1月28日 - 馬場あき子、歌人・文芸評論家
- 1月30日 - 大野靖子、脚本家（+ 2011年）
- 1月30日 - 遠藤太津朗、俳優（+ 2012年）

### 2月
- 2月1日 - 佐藤孝行、政治家（+ 2011年）
- 2月1日 - 永野達雄、俳優
- 2月4日 - 金永南、北朝鮮最高人民会議常任委員会委員長
- 2月8日 - 大江志乃夫、歴史学者（+ 2009年）
- 2月8日 - オシアン・エリス、ハープ奏者、作曲家（+ 2021年）
- 2月11日 - 田宮謙次郎、元プロ野球選手（+ 2010年）
- 2月13日 - 与儀眞助、元プロ野球選手（+ 1979年）
- 2月18日 - ジョン・オストロム、古生物学者（+ 2005年）
- 2月20日 - 浅香光代、剣劇女優（+ 2020年）
- 2月20日 - 広岡富夫、元プロ野球選手（+ 2009年）
- 2月23日 - 平岡美津子､小説家・三島由紀夫の妹(その死が彼の執筆活動に多大な影響を与えた)（+ 1945年）
- 2月25日 - 山本草二、国際法学者（+ 2013年）
- 2月26日 - 三沢郷、作曲家（+ 2007年）
- 2月26日 - 中山昭二、俳優（+ 1998年）
- 2月26日 - ファッツ・ドミノ、歌手・作曲家・ピアニスト（+ 2017年）
- 2月26日 - アリエル・シャロン、イスラエル首相（+ 2014年）
- 2月29日 - 兼高かおる、ジョス・アクランド、俳優（+ 2019年）

### 3月
- 3月1日 - 榎木兵衛、俳優（+ 2012年）
- 3月1日 - 清水澄子、日本の政治家。元参議院議員（2期）（+ 2013年）
- 3月1日 - 伊藤謙哉、天文学者
- 3月1日 - 山根俊英、元プロ野球選手（+ 2009年）
- 3月1日 - 村井貞克、植物研究家
- 3月2日 - 伊藤茂、政治家（+ 2016年）
- 3月3日 - 小島功[9]、漫画家（+ 2015年）
- 3月3日 - グードルン・パウゼヴァング、作家 (+ 2020年)
- 3月4日 - 黒田義之、映画監督（+ 2015年）
- 3月6日 - ガブリエル・ガルシア＝マルケス、小説家（+ 2014年）
- 3月7日 - 仁木悦子、推理作家(+ 1986年)
- 3月9日 - 土方巽、舞踏創始者（+ 1986年）
- 3月10日 - 渥美清、コメディアン・俳優（+ 1996年）
- 3月10日 - 岡田善雄、細胞生物学者（+ 2008年）
- 3月11日 - 中村芝翫 (7代目)、歌舞伎役者（+ 2011年）
- 3月12日 - 花登筺、小説家・脚本家（+ 1983年）
- 3月15日 - 坂本百大[10]、哲学者（+ 2020年）
- 3月16日 - 若乃花幹士 (初代)、第45代横綱（+ 2010年）
- 3月16日 - クリスタ・ルートヴィヒ、メゾソプラノ歌手（+ 2021年）
- 3月18日 - 光瀬龍、SF作家（+ 1999年）
- 3月18日 - フィデル・ラモス、政治家・軍人、第12代フィリピン大統領 (+ 2022年)
- 3月20日 - 渡辺茂男、児童文学者・翻訳家（+ 2006年）
- 3月22日 - エリック・ドナルド・ハーシュ、教育学者
- 3月24日 - アラン・シリトー、イギリスの著作家（+ 2010年）
- 3月24日 - バイロン・ジャニス、ピアニスト（+ 2024年）
- 3月27日 - 槐柳二、俳優・声優（+ 2017年）
- 3月27日 - 田辺聖子、小説家（+ 2019年）
- 3月28日 - アレクサンドル・グロタンディーク、数学者（+ 2014年）
- 3月28日 - ズビグネフ・ブレジンスキー、カーター政権時代のアメリカ合衆国大統領補佐官（+ 2017年）
- 3月28日 - 宮川洋一、俳優・声優（+ 2001年）
- 3月28日 - 前川明人、歌人、被爆者 （+ 2025年）
- 3月29日 - ヴィンセント・ジガンテ、アメリカ・マフィアのボス（+ 2005年）
- 3月30日 - 常見昇、元プロ野球選手（+ 2005年）

### 4月
- 4月1日 - 古在由秀、天文学者（+ 2018年）
- 4月1日 - 塩沢とき、女優(+ 2007年)
- 4月1日 - 菊竹清訓、建築家（+ 2011年）
- 4月2日 - セルジュ・ゲンスブール、作曲家・歌手（+ 1991年）
- 4月3日 - 4代目茂山忠三郎、日本の能楽師【能楽狂言方大蔵流】（+ 2011年）
- 4月6日 - ジェームズ・ワトソン、遺伝学者
- 4月6日 - 阪田正芳、元プロ野球選手（+ 1992年）
- 4月6日 - ピーター・タウンゼント、社会学者（+ 2009年）
- 4月7日 - アラン・J・パクラ、映画監督（+ 1998年）
- 4月9日 - 久里洋二、洋画家・漫画家・イラストレーター
- 4月10日 - 高橋揆一郎、小説家（+ 2007年）
- 4月17日 - 久保田良作、ヴァイオリニスト（+ 1997年）
- 4月18日 - 佐藤幹夫、数学者（+ 2023年）
- 4月18日 - ハワード・ベッカー (Howard S. Becker)、ラベリング理論提唱者（+ 2023年）
- 4月18日 - 愛野興一郎、政治家（+ 1998年）
- 4月18日 - 近藤乾之助、日本の能楽師（+ 2015年）
- 4月20日 - ロバート・バーン、チェスプレーヤー（+ 2013年）
- 4月23日 - シャーリー・テンプル、女優（+ 2014年）
- 4月25日 - サイ・トゥオンブリー、画家・彫刻家（+ 2011年）
- 4月28日 - イヴ・クライン、画家（+ 1962年）
- 4月29日 - 塩見栄一、元プロ野球選手
- 4月30日 - 伊藤慶子、女優

### 5月
- 5月3日 - 新井竜郎、プロ野球選手
- 5月4日 - ホスニー・ムバーラク、政治家・第4代エジプト大統領（+ 2020年）
- 5月8日 - 澁澤龍彦、小説家（+ 1987年）
- 5月8日 - 宗田理、小説家（+ 2024年）
- 5月8日 - 臼井正明、俳優（+ 2016年[11]）
- 5月9日 - バーバラ・アン・スコット、フィギュアスケート選手（+ 2012年）
- 5月10日 - ローター・シュミット、チェスプレーヤー（+ 2013年）
- 5月11日 - 東儀祐二、ヴァイオリニスト・指揮者（+ 1985年）
- 5月12日 - バート・バカラック、作曲家・編曲家（+ 2023年）
- 5月15日 - 大洲斉、映画監督（+ 1991年）
- 5月17日 - 長谷部栄一、元プロ野球選手 (+ 2017年)
- 5月19日 - ポル・ポト、政治家、民主カンボジア首相（+ 1998年）
- 5月21日 - 大滝愛子、バレエダンサー（+ 2007年）
- 5月22日 - 佐野洋、推理作家・評論家（+ 2013年）
- 5月24日 - ウィリアム・トレヴァー、小説家（+ 2016年[12]）
- 5月29日 - 佐藤勝、作曲家（+ 1999年）

### 6月
- 6月3日 - ドナルド・ジャッド、画家・彫刻家・美術評論家（+ 1994年）
- 6月5日 - 津村節子、小説家
- 6月10日 - モーリス・センダック、絵本作家（+ 2012年）
- 6月11日 - 安倍洋子、書家、衆議院議員安倍晋太郎夫人 (+ 2024年)
- 6月13日 - ジョン・フォーブス・ナッシュ、数学者（+ 2015年）
- 6月14日 - チェ・ゲバラ、革命家・ゲリラの指導者・医師（+ 1967年）
- 6月15日 - 原田孝一、元プロ野球選手 (+ 2019年)
- 6月15日 - 金田龍之介、俳優（+ 2009年）
- 6月15日 - イレネウス・アイブル＝アイベスフェルト、動物行動学者 (+ 2018年)
- 6月16日 - 露崎元弥、元プロ野球審判、元プロボクサー（+ 2009年）
- 6月19日 - ガブリエル・バンサン、絵本作家（+ 2000年）
- 6月20日 - エリック・ドルフィー、ジャズミュージシャン（+ 1964年）
- 6月22日 - 佐々木すみ江、女優（+ 2019年[13]）
- 6月22日 - 中山茂、科学史家（+ 2014年）
- 6月22日 - 吉原公一郎、ジャーナリスト (+ 2021年)
- 6月23日 - 河合隼雄、心理学者、第16代文化庁長官（+ 2007年）
- 6月26日 - 中松義郎（ドクター・中松）、発明家
- 6月28日 - 白鳥信一、映画監督（+ 2001年）
- 6月28日 - ハンス・ブリックス、元スウェーデン外相
- 6月28日 - ジャン＝マリー・ル・ペン、政治家（+ 2025年）
- 6月29日 - 松尾浩也、法学者 (+ 2017年)

### 7月
- 7月5日 - 梅津栄、俳優（+ 2016年）
- 7月5日 - ユリス・ハルトマニス[14]、計算機科学研究者（+ 2022年）
- 7月7日 - 森禮子、小説家・劇作家（+ 2014年）
- 7月8日 - 西山辰夫、俳優（+ 2016年）
- 7月10日 - ベルナール・ビュフェ、画家（+ 1999年）
- 7月12日 - 稲葉郁三、プロ野球選手
- 7月13日 - トンマーゾ・ブシェッタ、マフィアから当局への協力者となった人物（+ 2000年）
- 7月13日 - ダリル・スペンサー、元プロ野球選手・コーチ（+ 2017年）
- 7月15日 - 五十嵐敬一、日本の実業家、元白洋舍社長（+ 2015年）
- 7月17日 - 森浩一、考古学者（+ 2013年）
- 7月20日 - パヴェル・コホウト、小説家・劇作家・詩人
- 7月21日 - 宇沢弘文、経済学者（+ 2014年）
- 7月23日 - レオン・フライシャー、ピアニスト・指揮者 (+ 2020年)
- 7月26日 - スタンリー・キューブリック、映画監督 （+ 1999年）
- 7月26日 - フランチェスコ・コッシガ、第8代イタリア大統領（+ 2010年）
- 7月26日 - 牧野茂、元プロ野球選手（+ 1984年）
- 7月26日 - ジョセフ・ジャクソン、ミュージシャン、ジャクソン・ファイブの父（+ 2018年[15][16]）
- 7月30日 - 荒井注、コメディアン・元ザ・ドリフターズメンバー（+ 2000年）

### 8月
- 8月3日 - 川上哲郎、実業家 （+ 2021年）
- 8月5日 - 佐藤昭子、田中角栄の秘書（+ 2010年）
- 8月6日 - アンディー・ウォーホル、芸術家・画家（+ 1987年）
- 8月7日 - ジェームズ・ランディ、奇術師・オカルト批判論者 (+ 2020年)
- 8月9日 - ボブ・クージー、バスケットボール選手
- 8月11日 - 田口耕三、脚本家
- 8月16日 - 上野瞭、児童文学作家（+ 2002年）
- 8月16日 - 安井昌二、俳優（+ 2014年）
- 8月22日 - カールハインツ・シュトックハウゼン、作曲家（+ 2007年）
- 8月24日 - カールハインツ・ツェラー、フルート奏者（+ 2005年）
- 8月25日 - 三條美紀、女優（+ 2015年）
- 8月26日 - 安藤三男、俳優（+ 没年不詳）
- 8月27日 - 下村脩、生物学者（+ 2018年[17]）
- 8月28日 - 森樊須、北海道大学名誉教授、森鷗外の孫（+ 2007年）
- 8月31日 - 田村高廣、俳優（+ 2006年）
- 8月31日 - ジェームズ・コバーン、俳優（+ 2002年）

### 9月
- 9月5日 - 浜田幸一、元政治家・タレント（+ 2012年）
- 9月5日 - アルベルト・マンゲルスドルフ、ドイツのジャズ・トロンボーン奏者（+ 2005年）
- 9月5日 - ジョイス・ハット、ピアニスト（+ 2006年）
- 9月6日 - 槇文彦、建築家 (+ 2024年)
- 9月6日 - エフゲニー・スヴェトラーノフ、指揮者（+ 2002年）
- 9月7日 - 木田元、哲学者・中央大名誉教授（+ 2014年）
- 9月8日 - 五十嵐喜芳、声楽家（+ 2011年）
- 9月9日 - ソル・ルウィット、美術家（+ 2007年）
- 9月10日 - 大西勝也、裁判官・元最高裁判所判事 (+ 2017年)
- 9月13日 - ロバート・インディアナ、現代美術家 (+ 2018年)
- 9月14日 - ウンベルト・マトゥラーナ、生物学者 (+ 2021年)
- 9月16日 - 古橋廣之進、水泳選手、国際水泳連盟副会長（+ 2009年）
- 9月26日 - 鈴木義司、漫画家（+ 2004年）
- 9月29日 - 田村錦人、声優 (+ 2015年）
- 9月30日 - エリ・ヴィーゼル 、作家 、ボストン大学教授、ホロコースト生還者 (+ 2016年)

### 10月
- 10月1日 - 朱鎔基、政治家、第5代国務院総理
- 10月1日 - シヴァージ・ガネーサン、俳優（+ 2001年）
- 10月3日 - 牟田悌三、俳優（+ 2009年）
- 10月4日 - アルビン・トフラー、評論家・作家・未来学者（+ 2016年）
- 10月5日 - アルベルト・スギ、画家（+ 2012年）
- 10月7日 - 宮田達男、脚本家（+ 2012年）
- 10月9日 - エイノユハニ・ラウタヴァーラ、作曲家（+ 2016年）
- 10月10日 - 羽仁進、映画監督
- 10月12日 - 石子順造、美術評論家・漫画評論家（+ 1977年）
- 10月14日 - ゲイリー・グラフマン、ピアニスト
- 10月15日 - ドナルド・ギリース、数学者・計算機科学者（+ 1975年）
- 10月15日 - 入谷正典、プロ野球選手
- 10月20日 - 李鵬、政治家、第4代国務院総理 (+ 2019年[18])
- 10月21日 - ホワイティー・フォード、元メジャーリーガー (+ 2020年)
- 10月25日 - ピーター・ナウア、計算機科学者 (+ 2016年)
- 10月27日 - ミロスラヴ・フィリップ、チェス選手（+ 2009年）

### 11月
- 11月3日 - 小島剛夕、漫画家（+ 2000年）
- 11月3日 - 手塚治虫、漫画家（+ 1989年）
- 11月3日 - ニック・ホロニアック、工学者・発明家（+ 2022年）
- 11月5日 - 平良とみ、女優（+ 2015年）
- 11月8日 - 寺村輝夫、児童文学作家（+ 2006年）
- 11月10日 - エンニオ・モリコーネ、作曲家（+ 2020年）
- 11月16日 - 松木ひろし、脚本家（+ 2016年[19]）
- 11月17日 - アルマン、彫刻家・画家・現代美術家（+ 2005年）
- 11月20日 - 櫻井康裕、脚本家（+ 2016年）
- 11月22日 - 大宮悌二、声優（+ 1994年）
- 11月27日 - 斎藤宏、元プロ野球選手（+ 没年不詳）
- 11月28日 - 西田龍雄、言語学者（+ 2012年）
- 11月28日 - ピノ・ランチェッティ、ファッションデザイナー（+ 2007年）
- 11月29日 - 尾崎秀樹、文芸評論家（+ 1999年）
- 11月30日 - 土井たか子、前社会民主党党首（+ 2014年）
- 11月30日 - 小宮隆太郎、経済学者（+ 2022年）

### 12月
- 12月1日 - 銭村健四、元プロ野球選手（+ 2000年）
- 12月4日 - 伊藤正男、生理学者 (+ 2018年)
- 12月4日 - 根岸重治、検察官・裁判官・弁護士・元東京高等検察庁検事長・元最高裁判所判事（+ 2017年）
- 12月5日 - 伊吹聰太朗、俳優（+ 1998年）
- 12月5日 - 友部達夫、元参議院議員（+ 2012年）
- 12月7日 - ノーム・チョムスキー、哲学者・言語学者・思想家
- 12月11日 - 下川辰平、俳優（+ 2004年）
- 12月12日 - ヘレン・フランケンサーラー、画家（+ 2011年）
- 12月13日 - 李容洙、社会活動家
- 12月15日 - フリーデンスライヒ・フンダートヴァッサー、画家・建築家（+ 2000年）
- 12月15日 - イダ・ヘンデル、ヴァイオリニスト (+ 2020年)
- 12月16日 - フィリップ・K・ディック、SF作家（+ 1982年）
- 12月21日 - 佐藤慶、俳優（+ 2010年）
- 12月25日 - 福永令三、童話作家（+ 2012年）

### 誕生日不詳
- 堀内雄之、俳人、『俳誌 初花』創設者（+ 1992年）

## 死去

### 1月 - 3月
- 1月11日 - トーマス・ハーディ、小説家（* 1840年）
- 1月14日 - アル・リーチ、野球選手（* 1840年）
- 1月26日 - 日柱、大石寺第58世法主（* 1865年）
- 1月27日 - 大岡育造、弁護士・政治家（* 1856年）
- 2月1日 - ヒューイー・ジェニングス、メジャーリーガー（* 1869年）
- 2月4日 - ヘンドリック・ローレンツ、物理学者（* 1853年）
- 2月7日 - 九条武子、教育家・歌人（* 1887年）
- 2月15日 - ハーバート・ヘンリー・アスキス、イギリスの首相（* 1852年）
- 2月17日 - 大槻文彦、国語学者（* 1847年）
- 3月3日 - ヤン・トーロップ、画家（* 1858年）
- 3月8日 - 久宮祐子内親王、昭和天皇の次女（* 1927年）
- 3月19日 - 岩下清周、実業家（* 1857年）
- 3月21日 - エドワード・マウンダー、天文学者（* 1851年）

### 4月 - 6月
- 4月2日 - セオドア・リチャーズ、物理化学者（* 1868年）
- 4月12日 - 入間川清藏、元力士（*1844年）
- 4月16日 - パーヴェル・アクセリロード、マルクス主義理論家（* 1850年）
- 4月17日 - 鮫島重雄、陸軍軍人・男爵（* 1849年）
- 4月18日 - 宮崎道三郎、法学者（* 1855年）
- 4月22日 - 大倉喜八郎、実業家・大倉財閥創業者（* 1837年）
- 5月11日 - エミール・ボーンケ、ヴィオラ奏者・作曲家・指揮者（* 1888年）
- 5月17日 - 伊勢ノ濱慶太郎、大相撲力士・元大関（* 1883年）
- 5月19日 - マックス・シェーラー、思想家（* 1874年）
- 5月21日 - 野口英世、医学者・細菌学者（* 1876年）
- 6月3日 - 黎元洪、軍人・政治家（* 1864年）
- 6月4日 - 張作霖、軍人・政治家（* 1875年）
- 6月8日 - 伊沢蘭奢、新劇女優（* 1889年）
- 6月11日 - アウグスト・フォン・ハイエク、医師・植物学者（* 1871年）
- 6月13日 - モーリス・ブルームフィールド、言語学者（* 1855年）
- 6月15日 - 梅ヶ谷藤太郎 (初代)、大相撲第15代横綱（* 1845年）
- 6月18日 - ロアール・アムンセン、探検家（* 1872年）
- 6月22日 - 阿武天風、小説家（* 1882年）
- 6月23日 - 物集高見、国学者（* 1847年）
- 6月23日 - マラカイ・キットリッジ、メジャーリーガー（* 1869年）

### 7月 - 9月
- 7月17日 - アルバロ・オブレゴン、元メキシコ大統領（* 1880年）
- 7月23日 - 葛西善蔵、小説家（* 1887年）
- 8月4日 - ウィリアム・インブリー、宣教師（* 1845年）
- 8月12日 - レオシュ・ヤナーチェク、作曲家（* 1854年）
- 8月16日 - 佐伯祐三、画家（* 1898年）
- 8月30日 - ヴィルヘルム・ヴィーン、物理学者（* 1864年）
- 8月30日 - フランツ・フォン・シュトゥック、美術家（* 1863年）
- 9月9日 - アーバン・ショッカー、メジャーリーガー（* 1890年）
- 9月17日 - 若山牧水、歌人（* 1885年）
- 9月19日 - 玉椿憲太郎、大相撲の力士・元関脇（* 1883年）
- 9月27日 - 大島久直、陸軍軍人・子爵（* 1848年）

### 10月 - 12月
- 10月13日 - マリア・フョードロヴナ、ロシア皇帝アレクサンドル3世の皇后（* 1847年）
- 10月14日 - 近藤雪竹、書家（* 1863年）
- 10月15日 - 広津柳浪、小説家（* 1861年）
- 10月20日 - メアリー・インガルス、「大草原の小さな家」シリーズの作者であるローラ・インガルス・ワイルダーの姉（* 1865年）
- 10月22日 - アンドリュー・フィッシャー、オーストラリアの首相（* 1862年）
- 10月30日 - ロバート・ランシング、アメリカ合衆国国務長官（* 1864年）
- 10月31日 - ホセ・メンデス、元野球選手（* 1887年）
- 11月3日 - 瓜生繁子、教育者（* 1861年）
- 11月4日 - アーノルド・ロススタイン、ギャング（* 1882年）
- 11月10日 - アレクサンドル・トレポフ、帝政ロシアの元首相（* 1862年）
- 11月13日 - エンリコ・チェケッティ、バレエダンサー・教育者（* 1850年）
- 11月18日 - マウリッツ・スティッレル、映画監督（* 1883年）
- 12月10日 - チャールズ・レニー・マッキントッシュ、建築家（* 1868年）
- 12月18日 - リュシアン・カペー、音楽家（* 1873年）
- 12月25日 - 小山内薫、劇作家・演出家（* 1881年）
- 12月29日 - エイリッフ・ペーテシェン、画家（* 1852年）

## ノーベル賞
- 物理学賞 - オーエン・リチャードソン（イギリス）
- 化学賞 - アドルフ・ヴィンダウス（ドイツ）
- 生理学・医学賞 - シャルル・ジュール・アンリ・ニコル（フランス）
- 文学賞 - シグリ・ウンセット（ノルウェー）
- 平和賞 - 該当者なし